# Wilmington (Carolina del Nord)
Wilmington è una città degli Stati Uniti d'America, capoluogo della contea di New Hanover, nella Carolina del Nord. Secondo il censimento del 2000 la città aveva 75 838 abitanti passati nel 2010 a 106 476. Wilmington è la città principale della Wilmington Metropolitan Statistical Area, un'area metropolitana corrispondente alle contee di New Hanover, Brunswick e Pender nella parte sud-orientale dello stato della Carolina del Nord che, stime del 1º luglio 2007, conta 339 511 abitanti. La città fu chiamata così in onore di Spencer Compton, I conte di Wilmington, Primo ministro inglese durante il regno di Giorgio II.

## Geografia fisica
Secondo l'Ufficio del censimento degli Stati Uniti d'America la città occupa un'area di 107,4 km². Il 98,84 % (106,2 km²) è occupata da terreno mentre l'1,16 % (1,2 km²) da acque interne. Originariamente Wilmington fu fondata sulle rive del Cape Fear River e una delle attrazioni turistiche principali è lo storico lungofiume che misura circa un miglio. Il National Trust for Historic Preservation ha nominato la città una delle Dozen Distinctive Destinations 2008 (it. Dodici mete caratteristiche del 2008).
Nel 2003 la città ricevette dal Congresso il titolo di Coast Guard City (it. Città della Guardia Costiera) dato che Wilmington è il porto in cui è ormeggiata la USCGC Diligence, lancia armata a medio raggio della United States Coast Guard.
In questa città è cresciuto il famoso cestista Michael Jordan. Sempre in questa città, a causa di un tragico incidente, vi morì l'attore Brandon Lee, figlio del noto attore e artista marziale Bruce Lee.
Lumberton, la città in cui sono ambientate le vicende del noir Velluto blu (1986) di David Lynch è Wilmington. Lumberton è anche il nome di un'altra città della Carolina del Nord.
Wilmington è molto famosa per gli appassionati di teen drama, in quanto ha fatto da sfondo alle vite dei ragazzi di Dawson's Creek e One Tree Hill, che sono stati girati interamente in questa città: nel primo caso la città aveva il nome immaginario di Capeside e nel secondo di Tree Hill. In tempi più recenti, a Wilmington sono state girate altre due serie teen, Outer Banks e L'estate nei tuoi occhi. Inoltre, qui è stato girato anche l'episodio pilota della serie comedy drama Hart of Dixie, nella quale la città ha preso il nome fittizio di Bluebell.

## Storia
Wilmington è rimasta coinvolta in tre importanti avvenimenti della storia americana: la guerra d'indipendenza americana, la guerra civile americana e il massacro di Wilmington.
Il 27 febbraio del 1776 le truppe lealiste inviate da Boston per occupare la Carolina del Nord furono intercettate dai miliziani nella località di Moore's Creek Bridge, nei pressi dell'odierna città. Qui furono sconfitti e il tentativo di occupazione venne respinto.
Nella guerra civile americana il porto della città fu un'importante roccaforte confederata. Solo nel febbraio del 1865, con la caduta di Fort Fisher, le forze dell'Unione conquistarono la città.
Nel novembre del 1898 a Wilmington si verificò uno dei più gravi episodi di violenza razzista organizzata contro gli afroamericani.
Dopo una campagna tesa a istigare la violenza durata settimane, una folla di bianchi incendiò la sede del giornale The Daily Record, il cui direttore aveva osato scrivere che, in alcuni casi, le relazioni fisiche tra donne bianche e uomini neri potevano essere basate sul consenso. Le violenze continuarono con il linciaggio di 60 abitanti di colore (alcune fonti indicano 300 morti) della parte settentrionale della città, mentre molte famiglie furono costrette ad abbandonare la zona per sempre.
La folla armata, caso unico nella storia degli Stati Uniti post Guerra Civile, costrinse prima alla fuga e poi alle dimissioni il sindaco del Partito Repubblicano che aveva insediato una giunta multirazziale, sostituendolo con Alfred Moore Waddell un suprematista bianco del Partito Democratico che aveva combattuto per la Confederazione.
La questione ebbe molto risalto perché avvenne in quella che all'epoca era la maggiore città della Carolina del Nord, orientando così l'intero stato verso un cambiamento dei flussi elettorali in favore dei Democratici. Uno degli organizzatori della rivolta - Charles Brantley Aycock - nel 1901 sarebbe diventato il 50º Governatore dello Stato e avrebbe pubblicamente difeso il massacro in quanto «necessario per mantenere la pace».
In realtà ciò che avvenne a Wilmington ebbe effetti di lungo periodo sull'esercizio del diritto di voto da parte della locale comunità afroamericana: nel 1896 126 000 cittadini di colore erano iscritti nelle liste elettorali, nel 1902 il loro numero era sceso a 6 100

## Amministrazione

### Gemellaggi
Wilmington è gemellata con le seguenti città:
- Dandong, dal 1986
- Doncaster, dal 1989
- Bridgetown, dal 2004